# テルボンヌ
テルボンヌ（Terrebonne）は、カナダのケベック州の ラノディエール地域にある都市。ラミル＝イル川の北岸に位置し、川を挟んでジェス島のラヴァルに、プレーリー川を挟んでモントリオール島のモントリオール市に隣接している。モントリオール大都市圏に属し、人口は2016年時点で11万1575人とモントリオール大都市圏内では4番目の人口を持つ衛星都市である。

## 概要
1673年にAndré Daulier-Deslandesによって創設されたのが起源とされる。2001年8月22日にラシュネ（Lachenaie）、ラ・プレンヌ（La Plaine）、テルボンヌ（Terrebonne）の3つの自治体が合併しテルボンヌが成立した。

## 人口動態
| 母語話者（テルボンヌ）2016 | 母語話者（テルボンヌ）2016 | 母語話者（テルボンヌ）2016 | 母語話者（テルボンヌ）2016 | 母語話者（テルボンヌ）2016 |
| -------------------------- | -------------------------- | -------------------------- | -------------------------- | -------------------------- |
|                            |                            |                            |                            |                            |
| フランス語                 | フランス語                 |                            | 87.8%                      | 87.8%                      |
| 英語                       | 英語                       |                            | 2.19%                      | 2.19%                      |
| その他                     | その他                     |                            | 8.03%                      | 8.03%                      |

2016年センサスによる人口は111,130人で2001年の42,745人からは2倍以上増加した。住民の母語の割合はフランス語が87.8%と大半を占め、英語は2.19%、その他の言語が8.03%となっている。

## 交通

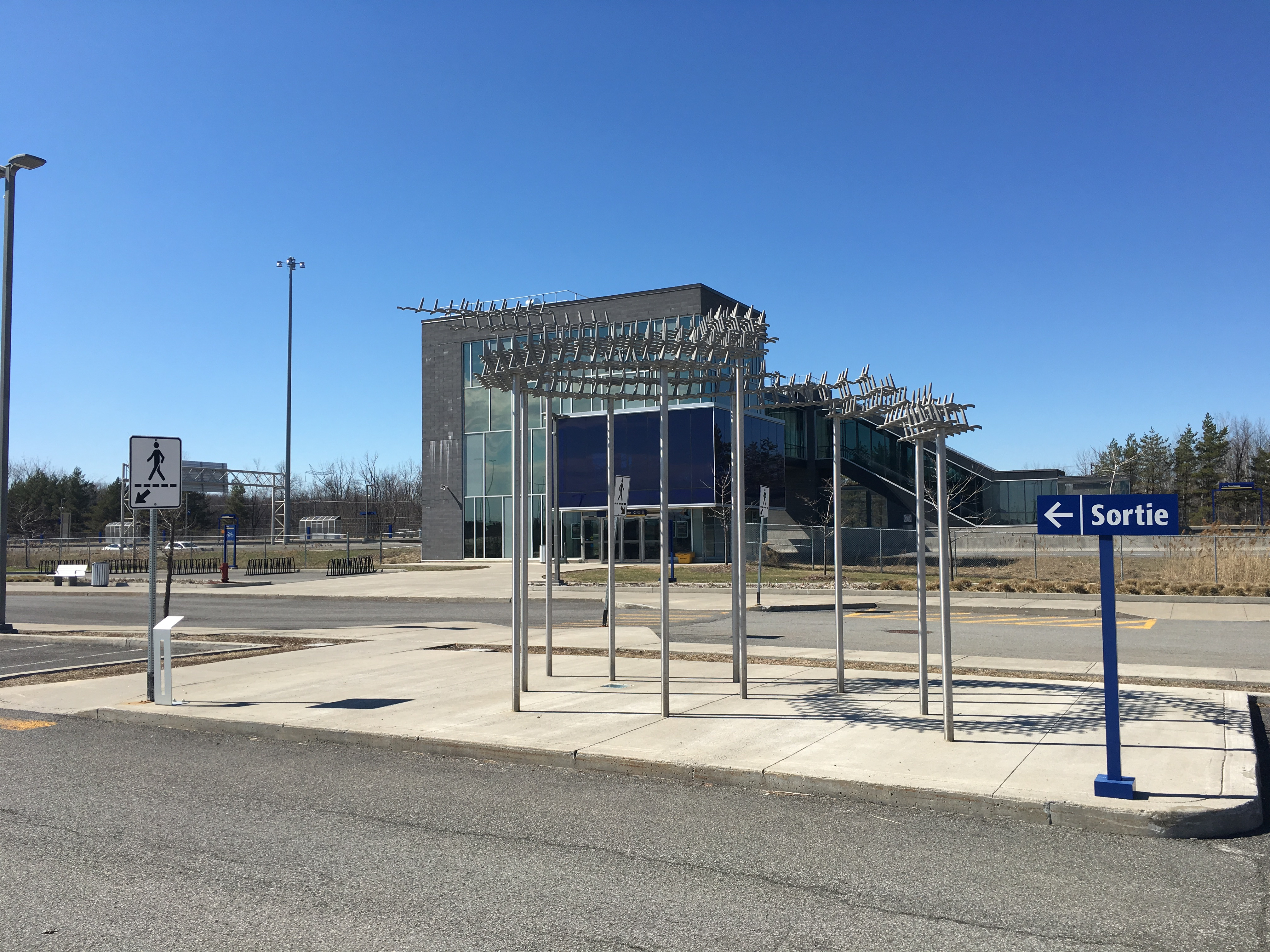
テルボンヌ駅

RTM（Réseau de transport métropolitain）によって運営される郊外列車のマスクーシュ線が1路線伸びており、テルボンヌ駅からモントリオール中央駅まで運行されている。市内のバス路線もRTMによって運行されており、ラヴァルとモントリオールの地下鉄駅とを結んでいる。

## 姉妹都市
- ヴィトレ (イル＝エ＝ヴィレーヌ県)